# 吉姆·派珀
吉姆·派珀（英語：Jim Piper，1981年8月13日—），澳大利亚男子游泳运动员。他曾代表澳大利亚参加2002年和2006年英联邦运动会游泳比赛，获得二枚金牌和一枚铜牌。他也曾参加2004年夏季奥运会。